# Mellany Barros
Mellany Barros är en amerikansk skådespelare.
Barros har bland annat medverkat i TV-serierna Motherland: Fort Salem (2021-2022) och The Spiderwick Chronicles från 2023. Hon har även medverkat i filmen Spontaneous från 2020.

## Filmografi (i urval)
- 2020 – Spontaneous
- 2021–2022 – Motherland: Fort Salem (TV-serie)
- 2023 – The Spiderwick Chronicles (TV-serie)